# Siobhan Fallon Hogan
Siobhan Fallon Hogan ou simplesmente Siobhan Fallon
(Syracuse, 13 de maio de 1961) é uma atriz, roteirista e comediante estadunidense.

## Filmografia
- 1994 - Only You
- 1994 - Forrest Gump
- 1994 - Greedy
- 1996 - Striptease
- 1996 - Men in Black
- 1997 - Fools Rush In
- 1998 - The Negotiator
- 2000 - Danser i Mørket
- 2001 - What's the Worst That Could Happen?
- 2002 - Big Trouble
- 2003 - Holes
- 2003 - Daddy Day Care
- 2003 - Dogville
- 2005 - Fever Pitch
- 2006 - Charlotte's Web
- 2008 - Baby Mama
- 2009 - New in Town
- 2010 - The Bounty Hunter
- 2010 - Fred: The Movie
- 2011 - Fred 2: Night of the Living Fred
- 2011 - We Need to Talk about Kevin (filme)
- 2012 - Someday This Pain Will Be Useful to You
- 2012 - Fred: The Show
- 2012 - Fred 3: Camp Fred
- 2017 - Going in Style
- 2018 - The House That Jack Built